# Małe Żuchowicze
Małe Żuchowicze (biał. Малыя Жухавічы, ros. Малые Жуховичи) – wieś na Białorusi, w obwodzie grodzieńskim, w rejonie korelickim, w sielsowiecie Żuchowicze.
Do 1939 leżały w Polsce, w województwie nowogródzkim, w powiecie stołpeckim.
Znajduje tu się cerkiew pw. Narodzenia św. Jana Chrzciciela, fundacji Niesiołowskich. Obecnie jest to świątynia miejscowej parafii prawosławnej.